# Mănăstirea Cotești
Mănăstirea Cotești este o mănăstire ortodoxă din România situată în comuna Cotești, județul Vrancea. Este înscrisă pe lista monumentelor istorice din România cu cod LMI VN-II-a-A-06504.